# Politieke Partij Radikalen
De Politieke Partij Radikalen (PPR) was een Nederlandse aanvankelijk libertaire en later groene en progressieve politieke partij, opgezet door christen-radicalen. De PPR speelde een bescheiden rol in de Nederlandse politieke geschiedenis en ontstond in 1968 door een kleine afsplitsing van de Katholieke Volkspartij (KVP). De partij had regeringsdeelname in één kabinet: het kabinet-Den Uyl, van 1973 tot 1977. De PPR is als politieke partij in 1991 opgegaan in Groen Links.

## Geschiedenis

### Voor 1968

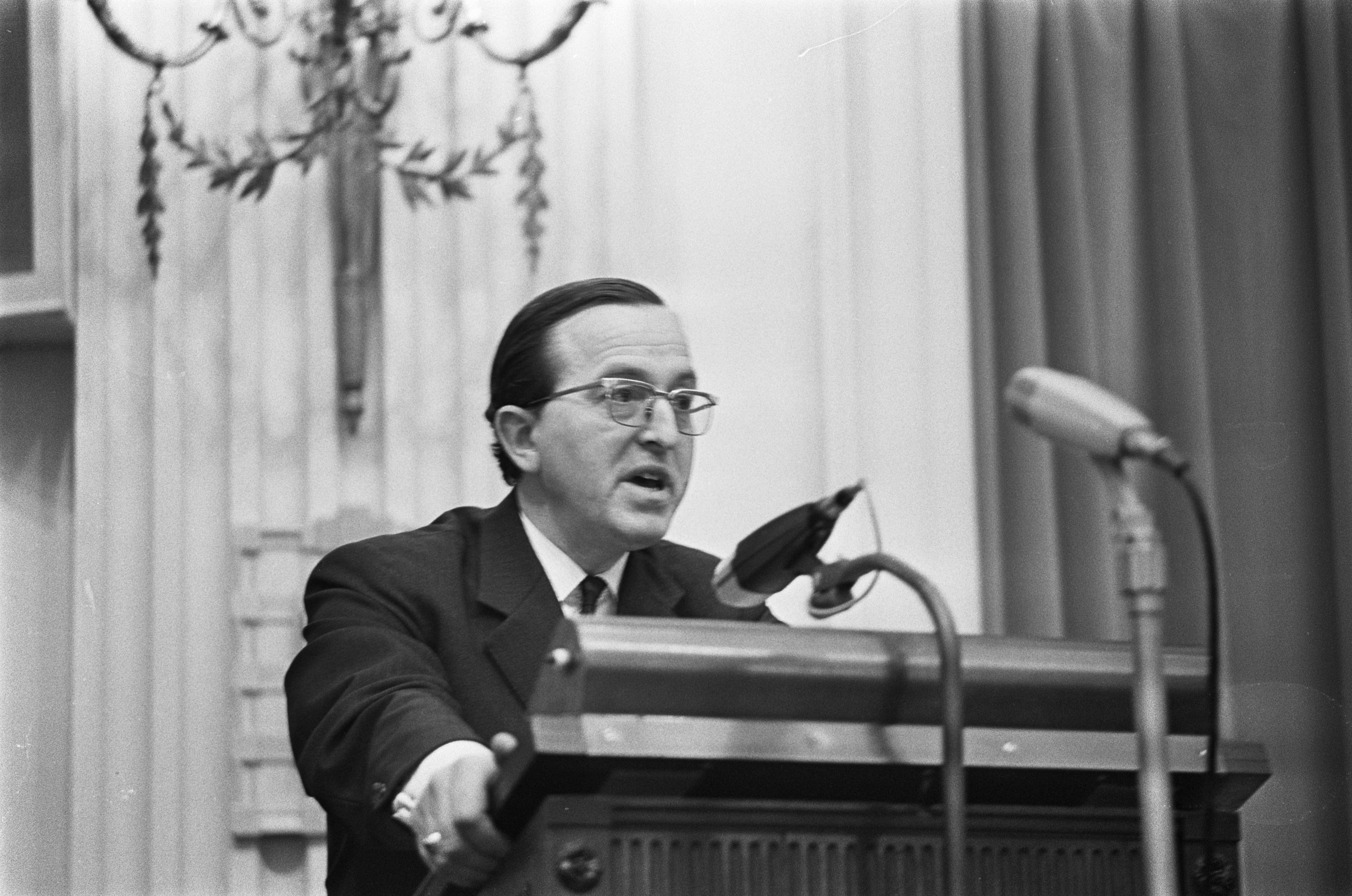
Jacques Aarden kondigt zijn vertrek uit de KVP aan

De vorming van de PPR hangt samen met de vorming van het centrumrechtse kabinet-De Jong en het Christen-Democratisch Appèl.
Vlak voor de Tweede Kamerverkiezingen 1967 verklaarden de leiders van de Katholieke Volkspartij, Norbert Schmelzer, de Anti-Revolutionaire Partij, Barend Biesheuvel en de Christelijk-Historische Unie, Jur Mellema, officieel dat de drie partijen intensief zouden gaan samenwerken. Deze samenwerking zou in 1974 uiteindelijk leiden tot de vorming van het CDA. Na de verkiezingen van 1967 begonnen KVP, ARP en CHU formatiebesprekingen met de VVD, hetgeen uiteindelijk zou leiden tot de vorming van het kabinet-De Jong. Hiermee werd de hoop van de linkerflank van de ARP en de KVP op samenwerking met de Partij van de Arbeid de bodem ingeslagen.
In maart 1967 vormde zich een groep "spijtstemmers" binnen de ARP, die verklaarden spijt te hebben van hun stem op de ARP nu er een keuze voor samenwerking met de VVD gemaakt was. Zij publiceerden een advertentie in Trouw, gericht aan het bestuur van de ARP. Zij stelden dat door de samenwerking met de VVD de evangelisch-radicale koers die de ARP beleden had niet tot uitvoering zou komen. Sinds april kwamen deze spijtstemmers regelmatig bijeen met progressieve dissidenten binnen de KVP in het American Hotel. Zo werd de Americain groep gevormd. Onder anderen oud-KVP-premier Jo Cals en toekomstig CDA-premier Ruud Lubbers behoorden hiertoe, ook Wilhelm de Gaay Fortman, een prominent anti-revolutionair, en zijn zoon Bas de Gaay Fortman. In mei richtten ze formeel de Werkgroep Christen-Radicalen op, die gericht was op het steunen van progressieve ontwikkelingen binnen de ARP en de KVP. De groep was redelijk succesvol in de KVP, die na de verloren verkiezingen van 1967 op zoek was naar een nieuw profiel.

### 1968–1977

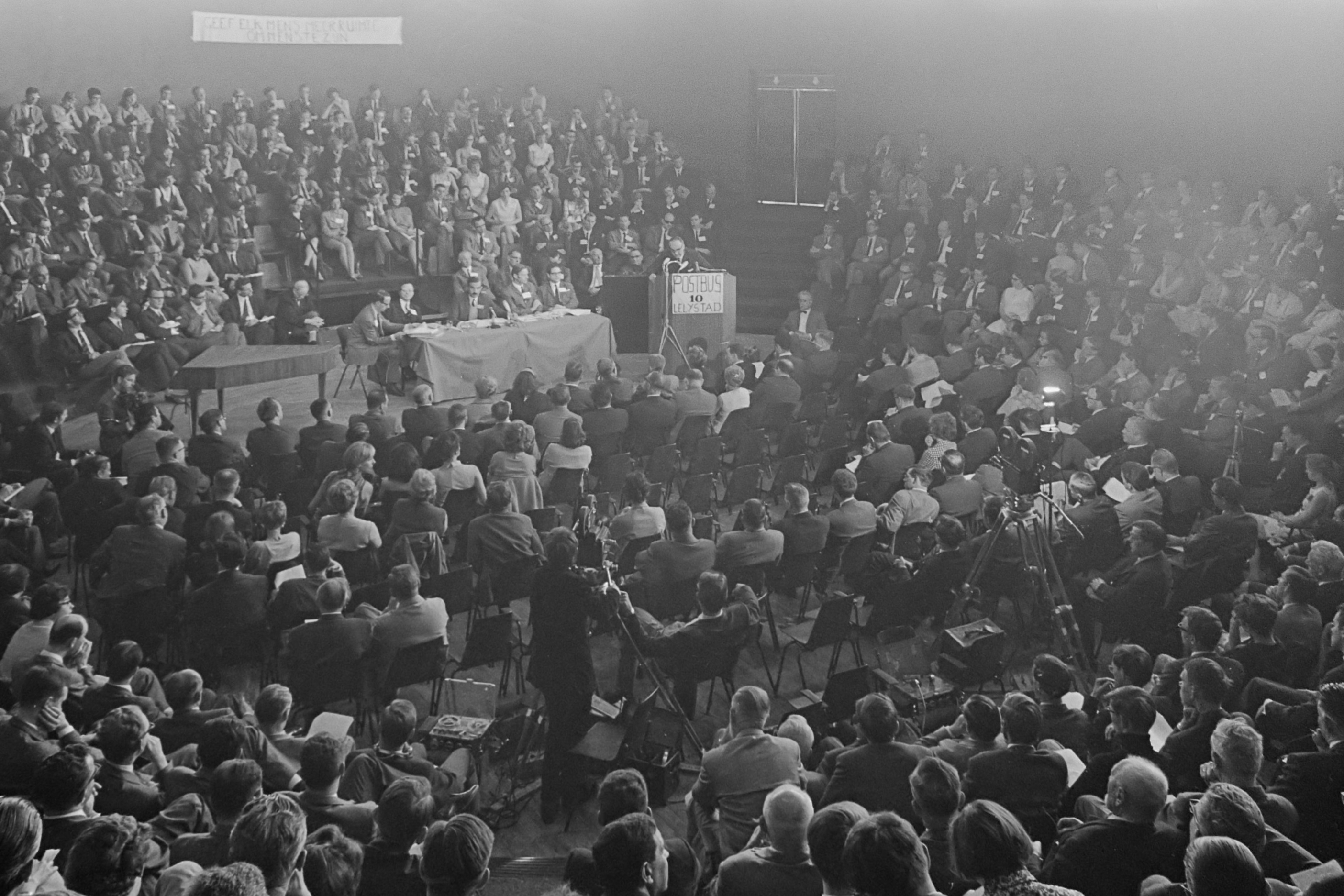
27 april 1968: PPR vergadert in Dronten

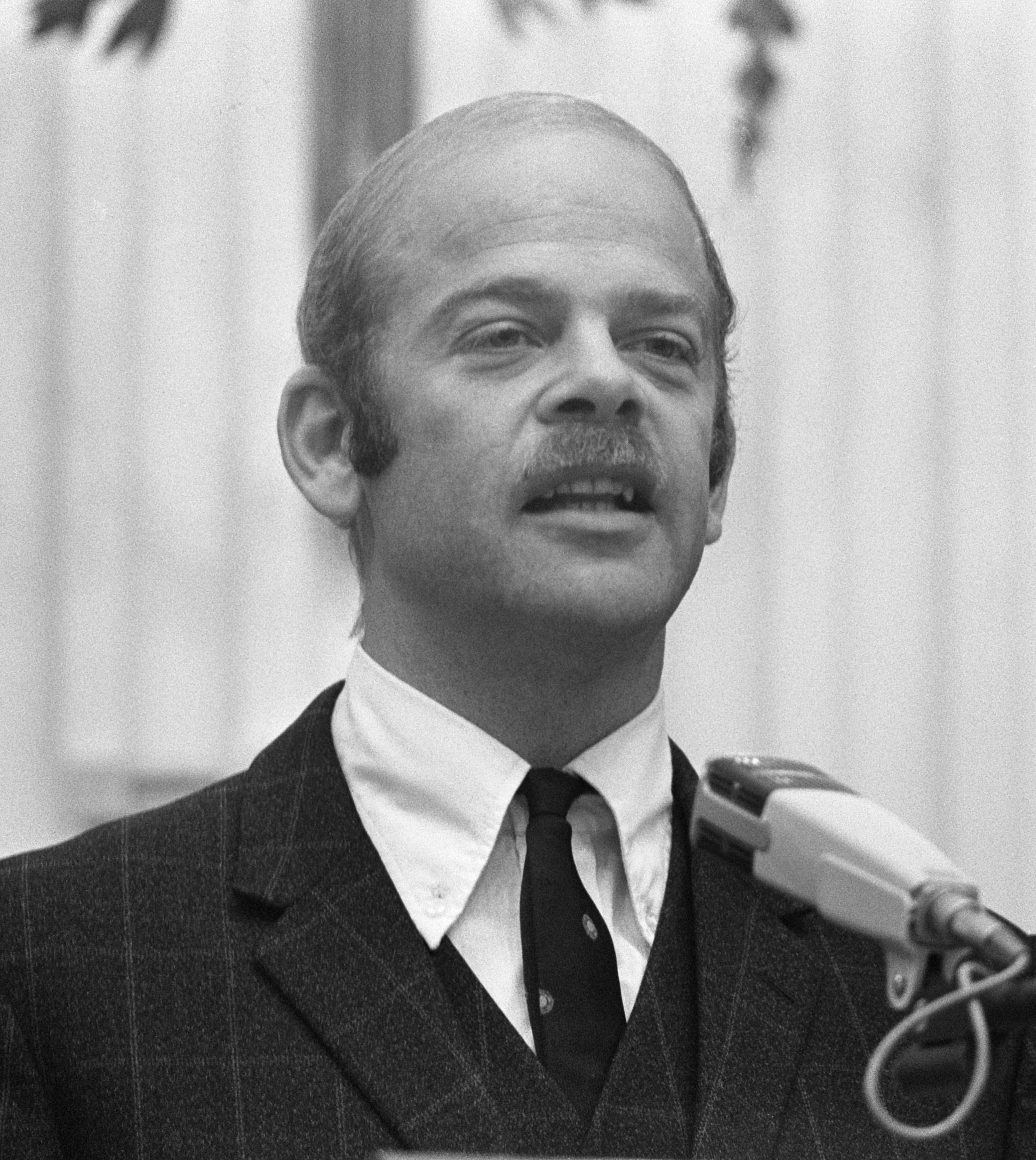
Bas de Gaay Fortman

Op 27 april 1968 verliet een aantal katholieke Radicalen hun partij en vormde de Politieke Partij Radikalen. Andere prominente radicalen zoals Lubbers en Cals bleven bij de KVP. Onder de oprichters van de PPR bevond zich voormalig KVP-minister van Volkshuisvesting Pieter Bogaers en ook vier leden van de KVP-Tweede Kamerfractie die nu de KVP verlieten, namelijk Jacques Aarden, Paul Janssen, Annie Kessel en Harry van Doorn. Deze laatste, toen voorzitter van de KRO, verliet de Tweede Kamer. De drie anderen bleven in de Kamer als nieuwe fractie met de naam Groep-Aarden. Verschillende "spijtstemmers" uit de ARP, zoals Bas de Gaay Fortman, sloten zich aan bij de partij. Oud-minister Pieter Bogaers, afkomstig uit de KVP, werd de eerste voorzitter.
De partij werkte intensief samen met de PvdA, later ook met de kleine linkse Pacifistisch Socialistische Partij (PSP) in het Progressief Akkoord (PAK). Vanaf 1971 was er ook samenwerking met de progressief-liberale Democraten 66. Bij de verkiezingen van 1971 en 1972 hadden PvdA, D'66 en PPR een gedeeltelijk gezamenlijk programma en stelden zij het schaduwkabinet-Den Uyl samen. Op lokaal en provinciaal niveau deden PvdA, PPR en PSP vaak met gezamenlijke lijsten mee aan verkiezingen. De PSP verliet het PAK vóór de verkiezingen van 1971.
Bij de Tweede Kamerverkiezingen van april 1971 behaalde de PvdA 39 zetels (een winst van twee ten opzichte van 1967), maar de PPR slechts twee. Jacques Aarden werd fractievoorzitter. Verscheidene prominenten verlieten de partij omdat ze vonden dat deze gefaald had.
Bij de vervroegde Tweede Kamerverkiezingen van november 1972, na de val van het kabinet-Biesheuvel I, was Bas de Gaay Fortman lijsttrekker. Onder zijn leiding behaalde de PPR een spectaculaire verkiezingswinst, ze steeg van twee naar zeven zetels. De progressieve partijen PvdA, D'66 en PPR werden met 56 zetels het grootste politieke blok in de Tweede Kamer en vormden het extraparlementaire kabinet-Den Uyl samen met individuele progressieven uit de ARP en de KVP, onder wie Jaap Boersma, W. de Gaay Fortman, Dries van Agt en Ruud Lubbers. De PPR leverde drie bewindslieden, ministers Harry van Doorn (Cultuur, Recreatie en Maatschappelijk Werk) en Boy Trip (minister zonder portefeuille voor wetenschapsbeleid), en staatssecretaris Michel van Hulten op Verkeer en Waterstaat. Bas de Gaay Fortman werd fractievoorzitter.
In het kabinet was de PPR een voortrekker op het gebied van natuur en milieu. Zo ging de afsluiting van de Oosterschelde niet door omdat de Radikalen dreigden de regering te verlaten. Het peperdure compromis van een open pijlerdam bleek later een gouden greep, die de Nederlandse waterbouw vele buitenlandse opdrachten opleverde. Ook dreef de PPR, toen als enige partij tegen kernenergie door dat het Reactor Centrum Nederland werd verbreed tot een energie-onderzoekscentrum.

### 1977–1989

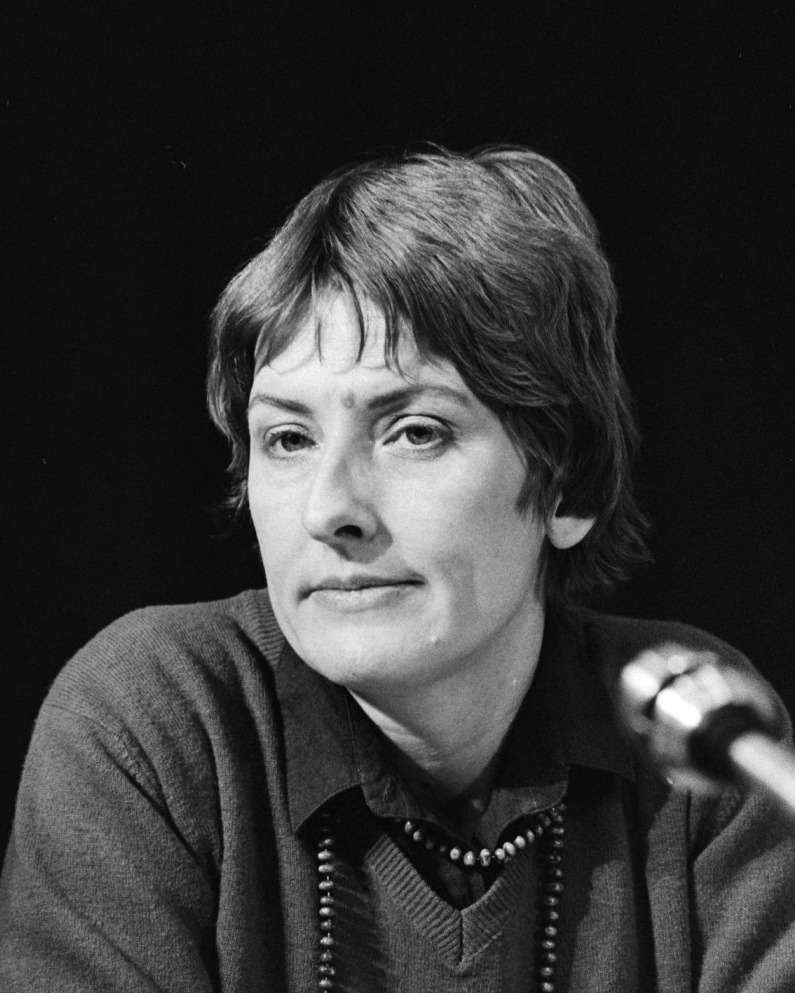
Partijvoorzitter en fractievoorzitter Ria Beckers

Bij de verkiezingen van 1977 werd Bas de Gaay Fortman als politiek leider en lijsttrekker opgevolgd door partijvoorzitter Ria Beckers. Een groot deel van de partij wilde geen samenwerking met het nu tot stand gekomen CDA; het congres nam een resolutie aan waarin samenwerking met het CDA werd uitgesloten. Het feit dat de strijd voornamelijk ging tussen kandidaat-premiers Joop den Uyl (PvdA) en Dries van Agt (CDA) speelde nu de partij parten. De grote winst van de PvdA (10 zetels) die niet vóór  de verkiezingen een andere partij had uitgesloten, ging onder andere ten koste van de PPR, ze hield slechts drie van haar zeven zetels over. Ook kwam de partij door de anti-CDA-motie buiten de kabinetsformatie te staan.
In de vroege jaren 80 werd de plaatsing van Amerikaanse nucleaire wapens op Nederlands grondgebied een belangrijk politiek thema. Velen in de PPR werden sterk betrokken bij de anti-kernwapenbeweging op Nederlands grondgebied en de anti-kernenergiebeweging.
Er ontstond een breed politiek debat over de koers van de PPR. Er ontstonden drie groepen, gekoppeld aan drie toekomstperspectieven.
- Het eerste perspectief was "blauw": verder samenwerken met de PvdA en D'66. Dit werd gesteund door de Godebaldgroep en de oude prominenten als Michel van Hulten en Jacques Aarden.
- Het tweede perspectief was "rood": samenwerken met de PSP en Communistische Partij van Nederland (CPN). Dit werd gesteund door de Wageningengroep.
- Het derde perspectief was "groen": het vormen van een onafhankelijke groene beweging. Hiervan was oud-partijleider De Gaay Fortman een groot voorstander, evenals oud-Provo en Kabouter Roel van Duijn.

Op het congres in 1981 werd een alliantie gevormd tussen de Groenen en de Roden: geen verdere samenwerking met PvdA en D66, maar een alliantie met de PSP en de CPN met een sterk groen profiel. Prominente voorstanders van blauwe samenwerking verlieten de PPR, waaronder oud-bewindslieden en mensen die de partij hebben opgericht: Erik Jurgens, Jacques Aarden, Michel van Hulten en Ad Melkert. De meesten kwamen terecht bij de Partij van de Arbeid, anderen, zoals Michel van Hulten bij D66. Bij de Kamerverkiezingen van datzelfde jaar behield de PPR haar drie zetels en bleef ze buiten het tweede kabinet-Van Agt van PvdA, CDA en D66. Bij de verkiezingen van 1982 verloor de partij één zetel. In 1985 trad echter het uit de CDA-fractie getreden Kamerlid Stef Dijkman tot de PPR-fractie toe nadat hij eerst in de Groep Scholten/Dijkman had geopereerd. Bij de Tweede Kamerverkiezingen 1986 bleef de PPR gelijk op twee zetels.
In 1984 werd door De Gaay Fortman de naam Groene Partij Nederland geregistreerd en een Groen Platform opgericht. Deze hadden tot doel de groene politieke beweging in Nederland aan de PPR te binden. In 1983 was echter al door oud-PPR leden, waaronder Maarten Bierman, De Europese Groenen opgericht. In 1985 verliet Van Duijn de PPR, hij zou Groen Amsterdam oprichten. Deze lokale partij ging in 1989 op in De Groenen.
Midden jaren 80 nam de samenwerking tussen de PPR, de CPN en de PSP een grote vlucht. Op lokaal en provinciaal niveau vormden ze gezamenlijke fracties en lijsten. Bij de Europese verkiezingen van 1984 deden de partijen gezamenlijk mee als Groen Progressief Akkoord. Bij de Europese verkiezingen van 1989 deden ze mee als de Regenboog.

### Na 1989

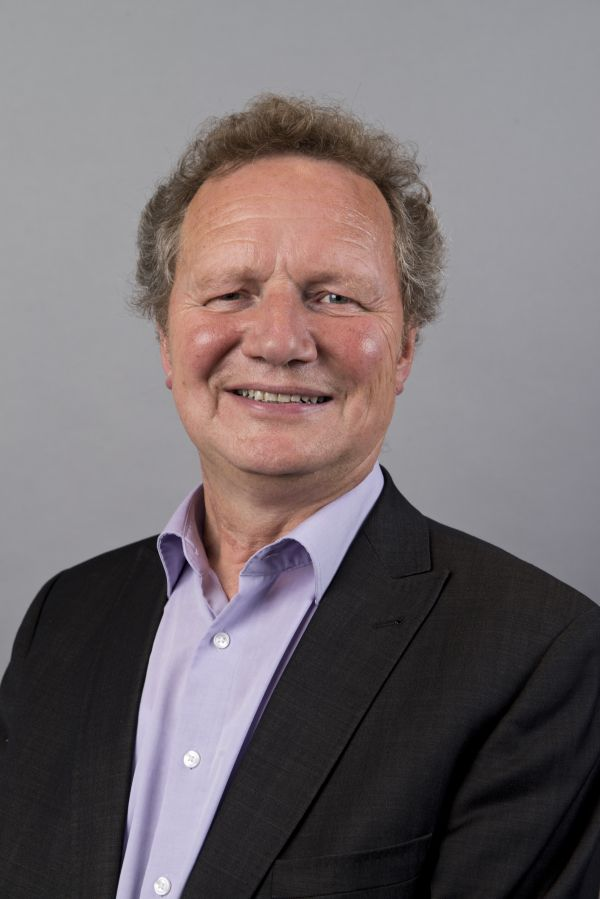
Bram van Ojik partijvoorzitter van 1988 tot 1990

In 1989 initieerde de PSP samenwerkingsgesprekken tussen de PPR, CPN en PSP. Hun initiatief werd ondersteund door een open brief ondertekend door prominenten uit de vakbeweging en de milieubeweging en uit de wereld van de kunsten. Onder invloed van de val van het kabinet-Lubbers II werd Groen Links gevormd. Bij de Tweede Kamerverkiezingen 1989 deed onder de naam Groen Links een gezamenlijke lijst mee van PPR, CPN, PSP en Evangelische Volkspartij, een expliciet progressief-christelijke partij. PPR-leider Ria Beckers was lijsttrekker en werd de eerste fractievoorzitter. In 1991 hief de PPR zich op.
Toch was er ook onvrede over de vorming van Groen Links: het enige Europees Parlementslid van GroenLinks, oud-PPR voorzitter Herman Verbeek, stelde zich sinds 1991 onafhankelijk op van de partij en weigerde zijn zetel halverwege de termijn op te geven voor een lid van de PSP, zoals wel bij zijn verkiezing was afgesproken. Hij nam deel aan de Europese Parlementsverkiezingen van 1994 voor De Groenen, zonder een zetel te behalen.
De PPR heeft met haar libertaire ideeën en groene idealen een grote invloed op GroenLinks achtergelaten, met name haar groene idealen blijven belangrijk. Behalve Bram van Ojik, oud-PPR-voorzitter en oud-fractievoorzitter van GroenLinks, zijn slechts weinig prominente en niet-prominente oud-PPR-leden nog landelijk actief voor GroenLinks.

## Naam
De naam Politieke Partij Radikalen verwijst naar de christelijk radicale idealen van de oprichters. Omdat zij echter ook open wilden staan voor niet-christenen verwees de naam niet naar het christendom.

## Ideologie en standpunten
De PPR heeft een beginselprogramma gehad en baseerde haar verkiezingsprogramma's op actuele thema's. Al gedurende de jaren 70 schoof de partij op in de richting van de PSP en net als die partij raakte de PPR sterk onder de invloed van het Nieuw Linkse gedachtegoed. Sinds 1981 noemde de partij zichzelf non-conformistisch, libertair, radicaal, ecologisch en solidair.
Alhoewel opgericht door progressieve christenen heeft de partij altijd een directe relatie tussen geloof en politiek afgewezen. Tot midden jaren 70 had de partij sterke banden met de katholieke vakbeweging.
Kenmerkend voor de PPR is haar nadruk op post-materiële thema's als milieubescherming, ontwikkelingssamenwerking, democratisering van de economie en de samenleving, en nucleaire ontwapening in Nederland. De partij kon later gezien worden als een vroege Groene Partij. Eind jaren 70 werd kleinschaligheid een belangrijk thema. De partij streefde naar een balans tussen individu en solidariteit: zowel het individualisme als opgelegde solidariteit werden afgewezen, daarvoor in de plaats stelde men dat solidariteit en menselijke gelijkwaardigheid het beste gedijen, op kleine en overzichtelijke schaal.

## Organisatie

### Structuur
Het hoogste orgaan binnen de PPR was het congres dat eens per jaar bijeenkwam. Het koos het partijbestuur en besliste over de volgorde van kandidaten voor lijsten van de Eerste, de Tweede Kamer en het Europees Parlement. Daarnaast had het het laatste woord over het partijprogramma. Verder was er een partijraad en heetten de plaatselijke afdelingen " Actiecentra".

### Gelieerde organisaties
De PPR publiceerde haar eigen blad: tussen 1968 en 1972 en 1982 en 1990 Radikalenkrant en tussen 1973 en 1981 de PPR aktiekrant PPRAK.
De politieke jongerenorganisatie van de PPR waren de PPR-Jongeren, die in 1991 met de Pacifistisch Socialistische Jongerengroepen fuseerde tot DWARS.
Sinds de jaren 80 werkte het wetenschappelijk bureau van de PPR samen met de wetenschappelijke bureaus van de PSP en de CPN, samen publiceren ze De Helling sinds 1985. "De Rode Draad" werd ook sinds 1985 uitgebracht als een blad voor lokale vertegenwoordigers van de PPR, PSP en de CPN.

### Relaties met andere partijen
Samenwerking is altijd een belangrijk thema voor de PPR geweest, de partij is immers opgericht als een partij voor progressieve christenen, gericht op samenwerking met de PvdA; later is de partij met andere klein-linkse partijen gefuseerd tot GroenLinks.
Tussen 1971 en 1977 waren de relaties tussen PPR, PvdA en D66 erg goed. De partijen werkten samen binnen het Progressief Akkoord. Ze vormden een schaduwkabinet en later de kern van het kabinet-Den Uyl. Na de verkiezingen van 1977, die voor de PPR heel slecht verliepen, verbraken de PPR en de PvdA hun relatie.
De relatie met de CPN en de PSP was in de jaren zeventig slecht, doordat de PPR een niet-socialistische partij was. Toen de PPR haar programma radicaliseerde in 1988, verbeterde de relatie met de PSP en de CPN. Zo werkten de partijen vaak lokaal en in Europa samen met gezamenlijke lijsten en fracties. In 1990 leidde dit tot de vorming van Groen Links.

### Internationale samenwerking
Sinds 1985 werkte de PPR samen met andere groene en radicaal-linkse partijen in organisaties als de Green Radical Alternative European Link, voorlopers van de Europese Federatie van Groene Partijen.

### Internationale vergelijking
Als een vroege groene partij leek de PPR op de Values Party uit Nieuw-Zeeland. Als een groene partij opgericht door progressieve christenen leek de PPR sterk op het Vlaamse Agalev.

### Leden
| Jaar | Aantal leden | Jaar | Aantal leden |
| ---- | ------------ | ---- | ------------ |
| 1968 | 2.000        | 1980 | 11.500       |
| 1970 | 4.000        | 1981 | 10.567       |
| 1971 | 4.284        | 1982 | 10.063       |
| 1972 | 3.800        | 1983 | 8.934        |
| 1973 | 6.300        | 1984 | 8.305        |
| 1974 | 11.000       | 1985 | 7.848        |
| 1975 | 12.800       | 1986 | 6.151        |
| 1976 | 13.100       | 1987 | 5.901        |
| 1977 | 13.400       | 1988 | 5.785        |
| 1978 | 12.600       | 1989 | 5.823        |
| 1979 | 12.325       |      |              |

Bron: PPR - ledentallen (Documentatiecentrum Nederlandse Politieke Partijen)

## Electoraat
Het PPR-electoraat bestond voornamelijk uit jonge, hoog opgeleide stemmers met een katholieke, liberale en/of protestantse achtergrond. Deze groepen waren vooral geconcentreerd in de westelijke en zuidelijke provincies.

## Beeldmerk
In de jaren zeventig bevatte het partijlogo een driehoek met loodrecht op de langste zijde een uitstekende lijn, wat een gestileerde 'R' (van Radikalen) voorstelde.

Logo uit 1970
Logo uit 1979
Logo uit 1986

## Volksvertegenwoordiging

### Tweede Kamer
| Verkiezingsjaar | Aantal stemmen | % van de stemmers | Aantal behaalde zetels |
| --------------- | -------------- | ----------------- | ---------------------- |
| 1971            | 116.049        | 1,84%             | 2 / 150                |
| 1972            | 354.829        | 4,80%             | 7 / 150                |
| 1977            | 140.910        | 1,69%             | 3 / 150                |
| 1981            | 171.042        | 1,97%             | 3 / 150                |
| 1982            | 136.446        | 1,66%             | 2 / 150                |
| 1986            | 115.203        | 1,26%             | 2 / 150                |

### Eerste Kamer
| Verkiezingsjaar | Aantal stemmen | % van de stemmers | Aantal behaalde zetels |
| --------------- | -------------- | ----------------- | ---------------------- |
| 1969            | -              | -                 | 1 / 75                 |
| 1971            | -              | -                 | 2 / 75                 |
| 1974            | -              | -                 | 4 / 75                 |
| 1977            | -              | -                 | 5 / 75                 |
| 1980            | -              | -                 | 3 / 75                 |
| 1981            | -              | -                 | 1 / 75                 |
| 1983            | -              | -                 | 1 / 75                 |
| 1986            | -              | -                 | 2 / 75                 |
| 1987            | -              | -                 | 1 / 75                 |

### Gemeentelijke en provinciale vertegenwoordiging
De PPR leverde diverse leden van gemeenteraden en Provinciale Staten, vaak verkozen op lijsten samen met andere partijen. In de jaren zeventig leverde de partij vier jaar lang een gedeputeerde in Noord-Holland. Ook leverde zij wethouders, onder andere in Amsterdam (Roel van Duijn). Ook zijn er meerdere PPR-burgemeesters geweest. Zo stapte de Schinveldse burgemeester Jacques Tonnaer in 1968 over van de KVP naar de PPR en deed L.J. Hermans van Culemborg dat enkele jaren later ook. Verder zijn de PPR-leden Hans van Welsenis, Ronald Bandell en Henk Waltmans tot burgemeester benoemd.
Hieronder de resultaten van provinciale verkiezingen van 1982, te zien per provincie. Duidelijk is dat de kiezers van de PPR over heel Nederland verspreid zijn, met een kleine concentratie in het westen en het zuiden van het land.
| Provincie     | Zetels |
| ------------- | ------ |
| Groningen     | 1      |
| Friesland     | 12     |
| Drenthe       | 12     |
| Overijssel    | 1      |
| Gelderland    | 2      |
| Utrecht       | 1      |
| Noord-Holland | 2      |
| Zuid-Holland  | 2      |
| Zeeland       | 1      |
| Noord-Brabant | 1      |
| Limburg       | 2      |

1: verkozen op een gezamenlijke PPR/PvdA-lijst (schatting).
2: verkozen op een gezamenlijke PPR/PSP of PPR/PSP/CPN-lijst (schatting).

## Voetnoten
1. 1 2  Politieke Partij Radikalen (PPR). Parlement.com. Geraadpleegd op 9 december 2019.
2. ↑  A.P.M. Lucardie en W.H. van Schuur (1996). De ontgroening van GroenLinks. In: G. Voerman, red., Jaarboek 1995, DNPP, p. 248.
3. ↑  De PPR gaat verder: voorjaarskongresstuk 1983, p. 22, Konklusies I.3: "De PPR blijft (...) radikaal, solidair, non-konformistisch, ekologisch en libertair"
4. ↑  De PPR gaat verder: voorjaarskongresstuk 1983, p. 16, "Individu en solidariteit"